# 欧利
欧利（法語：Haulies，法語發音：[oli]）是法国热尔省的一个市镇，位于该省中东部偏南，属于欧什区，该市镇总面积10.13平方公里，2009年时的人口为124人。

## 人口
欧利人口变化图示